# Мост Нормандии
Мост Нормандии — вантовый дорожный мост, один из самых длинных висячих мостов в мире. Спроектирован французским инженером Мишелем Вирложо.
Находится во Франции, пересекает устье Сены между Гавром и Онфлёром. Длина сооружения составляет в целом 2350 м с центральным пролётом в 856 м, имеются два боковых путепровода: южный длиной 600 м и северный длиной 800 м, а ширина в 23 м достаточна для четырёхполосного движения транспорта. Мост стоит на 184 опорах. Пилоны, поддерживающие проезжую часть, имеют высоту 214,8 м. По длине основного пролёта на 2013 год мост занимает 6-е место в мире.
В строительство моста было вложено 465 млн долларов. Проблемы в ходе строительства были настолько велики, что возведение вантового моста заняло почти 7 лет. Открыт 20 января 1995 года.
По некоторым данным, является образцом для изображения на банкноте в 500 евро.